# Staroschwedske

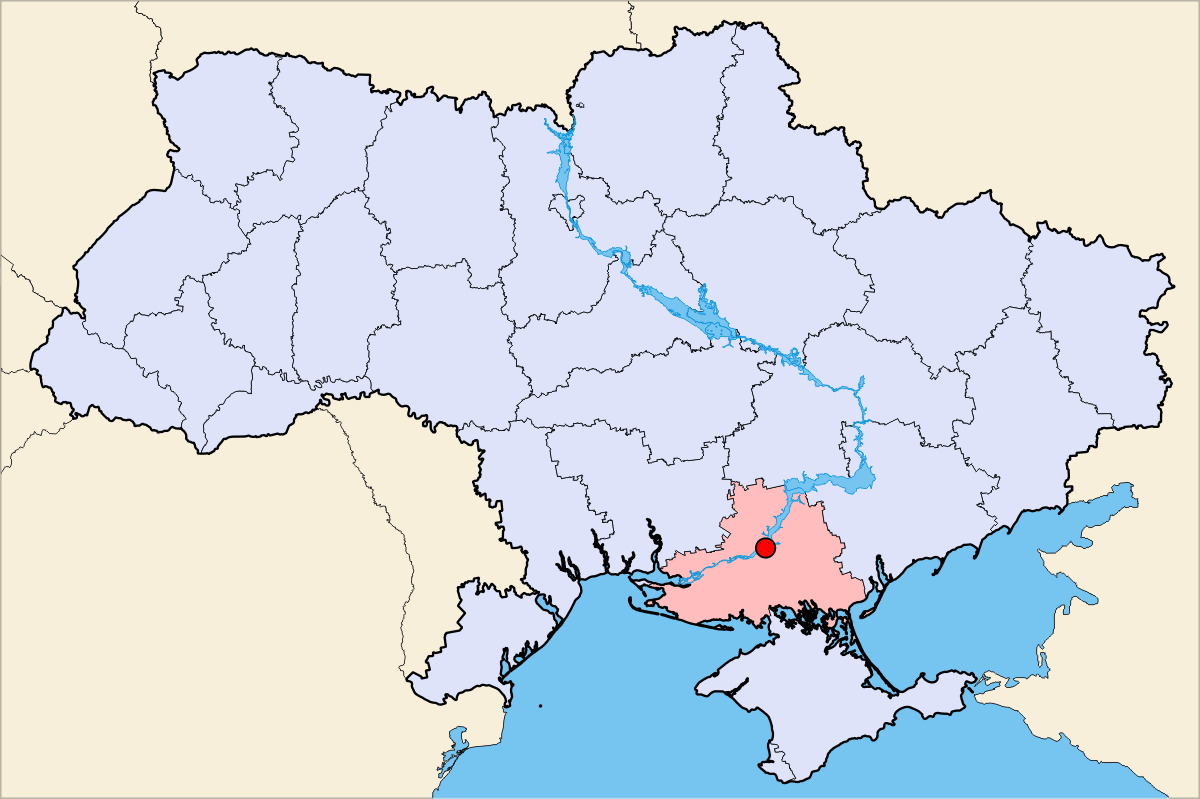
Lage des Ortes

Staroschwedske (ukrainisch Старошведське, früher Werbiwka/Вербівка; schwedisch Gammalsvenskby, deutsch historisch Altschwedendorf) war ein Dorf und ist heute der nordöstlichste Gemeindeteil in der Gemeinde Smijiwka, welche sich in der südukrainischen Oblast Cherson befindet. Dieses wurde von schwedischen Siedlern 1782 gegründet. Auch heute lebt noch eine kleine Minderheit von Schweden in dem Dorf, welche auch noch die schwedische Sprache sprechen. Darüber hinaus gibt es dort eine Gemeinde der deutsch-lutherischen Kirche in der Ukraine.

## Geschichte

### Gründung
Die schwedischen Gründer des Dorfes waren ursprünglich Estlandschweden aus dem Bezirk Röicks (heute: Reigi) von der Ostseeinsel Dagö (Hiiumaa). Dieses Gebiet, welches seit 1918 zu Estland gehört, war seit 1237 im Besitz des Deutschen Ordens, wurde 1560 dänisch, 1582 schwedisch und kam 1721 im Nordischen Krieg zum Russischen Reich.
Den einstmals abgabenfreien Dagöschweden wurden mit der Zeit immer mehr Leistungen aufgebürdet. Zu russischer Zeit wurden einzelne unerwünschte Bauern verschenkt, verkauft oder gegen Pferde und Jagdhunde eingetauscht, was 1779 zu Klagen beim Justizkollegium in St. Petersburg und am 27. Februar 1780 zu einem Abkommen führte, in dem den Bauern die Freiheit zugestanden, ihnen aber auf März 1781 alle Stellen gekündigt wurden.
Am 8. März 1781 erließ Katharina die Große einen Ukas, in dem sie den schwedischen Bauern von dem Guthe Hohenholm, deren Anzahl sich bis auf tausend Personen erstreckt, den Befehl gab, sich auf die Krons-Ländereien in dem Neureußischen Gouvernement zu verpflanzen und sie unter die Zahl der Krons-Collonisten nach dortiger Verordnung aufzunehmen
Unter vielversprechenden Privilegien, wie 60 Desjatinen (ca. 65 ha) Land pro Familie, Steuerbefreiung für vier Jahre, Holz für Häuserbau und Möbel auf Kosten der Krone, Samen zur Aussaat, eine eigene Kolonie, die Erlaubnis, eine eigene Kirche zu bauen und einen eigenen Pfarrer zu halten, sollten sie in der damals gerade vom Russischen Reich eroberten heutigen Südukraine als freie Bauern leben dürfen.
Bei dem über 2000 km langen Fußmarsch in die neue Heimat, welcher von August 1781 bis Mai 1782 dauerte, kamen von den etwa 1000 aufgebrochenen Einwohnern nur 535 Personen in Neurussland an. Nachdem sie im Steppengebiet angekommen waren, ließen sie sich zirka 15 km östlich der Stadt Beryslaw an den Ufern des Dneprs nieder. Allerdings fanden sie von den ursprünglich versprochenen Häusern keine Spur. In der Folge verlor eine noch größere Gruppe (336) ihr Leben, so dass im März 1783 nur noch 135 Personen am Leben waren.

### Bis zur russischen Revolution

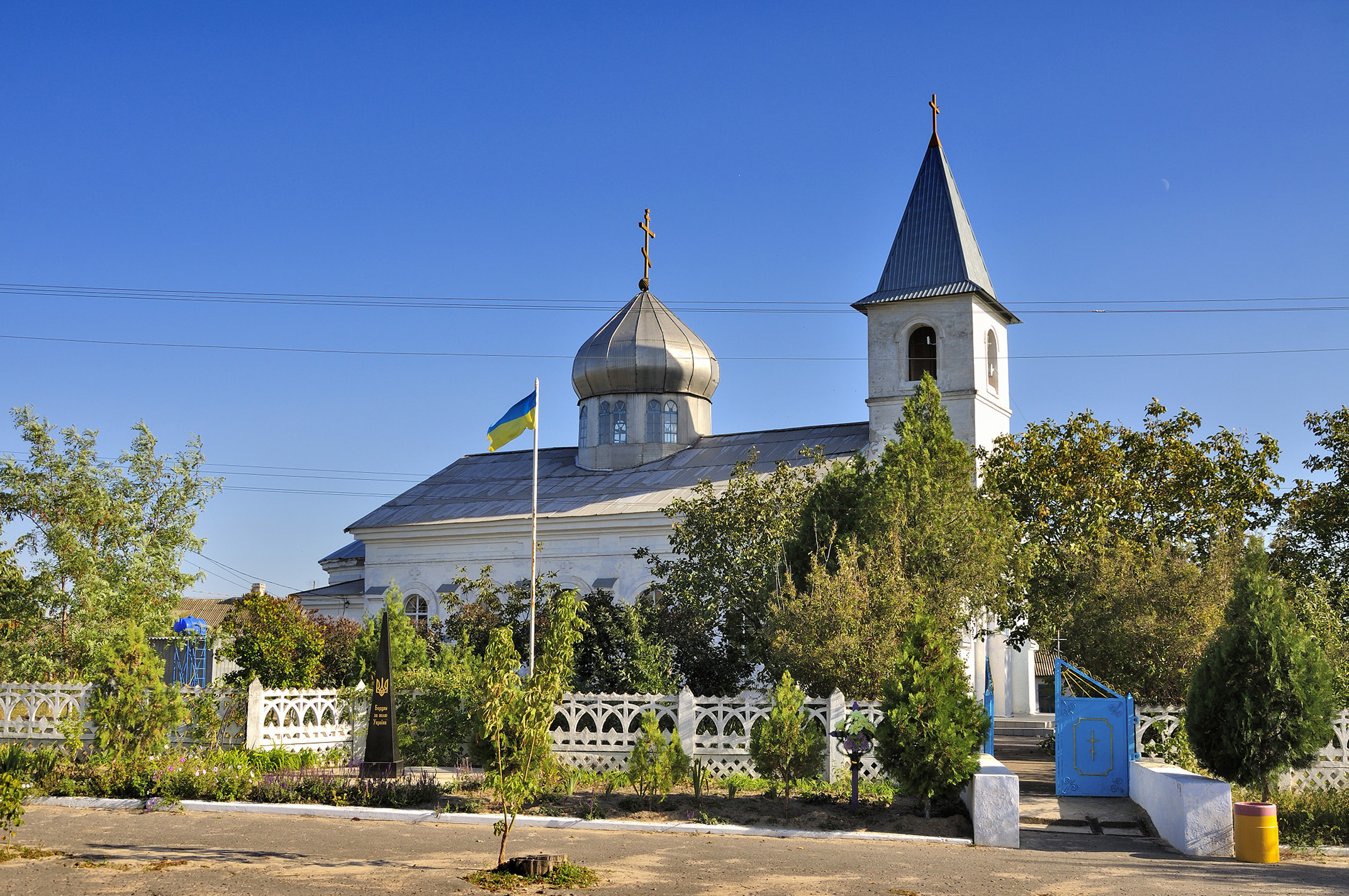
Die ehemalige renovierte Schwedische Kirche in Gammalsvenskby

In der Folge kamen deutsche Kolonisten in diese Region, welche zwischen 1804 und 1806 in der Nähe von Gammalsvenskby drei Dörfer gründeten. Schlangendorf und Mühlhausendorf waren lutherisch und Klosterdorf katholisch. 1915 wurden diese Orte in der ukrainischen Gemeinde Smijiwka vereinigt, deren Name vom deutschen Dorf Schlangendorf abgeleitet ist.
Da die deutschen Kolonisten zahlreicher waren, war es in den folgenden Jahren für die Schweden sehr schwierig, ihre Kultur zu bewahren, da viele Priester und Lehrer Deutsche waren. Auch kam es zu Konflikten zwischen Deutschen und Schweden um freie Ackerböden, welche aufgrund der Zuwanderung zunehmend knapper wurden.
Auch wenn die Bewohner des Dorfes für etwa ein Jahrhundert keinen Kontakt zu ihrer schwedischen Heimat hatten, so konnten sie dennoch ihre Traditionen und den lutherischen Glauben bewahren. Darüber hinaus bewahrten sie in dieser schwedischen Sprachinsel auch einen alten schwedischen Dialekt.
Ende des 19. Jahrhunderts wurden wieder Kontakte zur schwedischen Heimat aufgenommen. Es wurde in Schweden und Finnland Geld gesammelt, womit eine schwedische Kirche gebaut werden konnte, welche 1885 eröffnet wurde. Das Dorf wurde relativ oft von Schweden besucht und Dorfbewohner konnten sogar schwedische Zeitungen im Abonnement beziehen. Im Zuge des Ersten Weltkriegs wurden aber erneut alle Kommunikationskanäle abgeschnitten.

### Zwischenkriegszeit

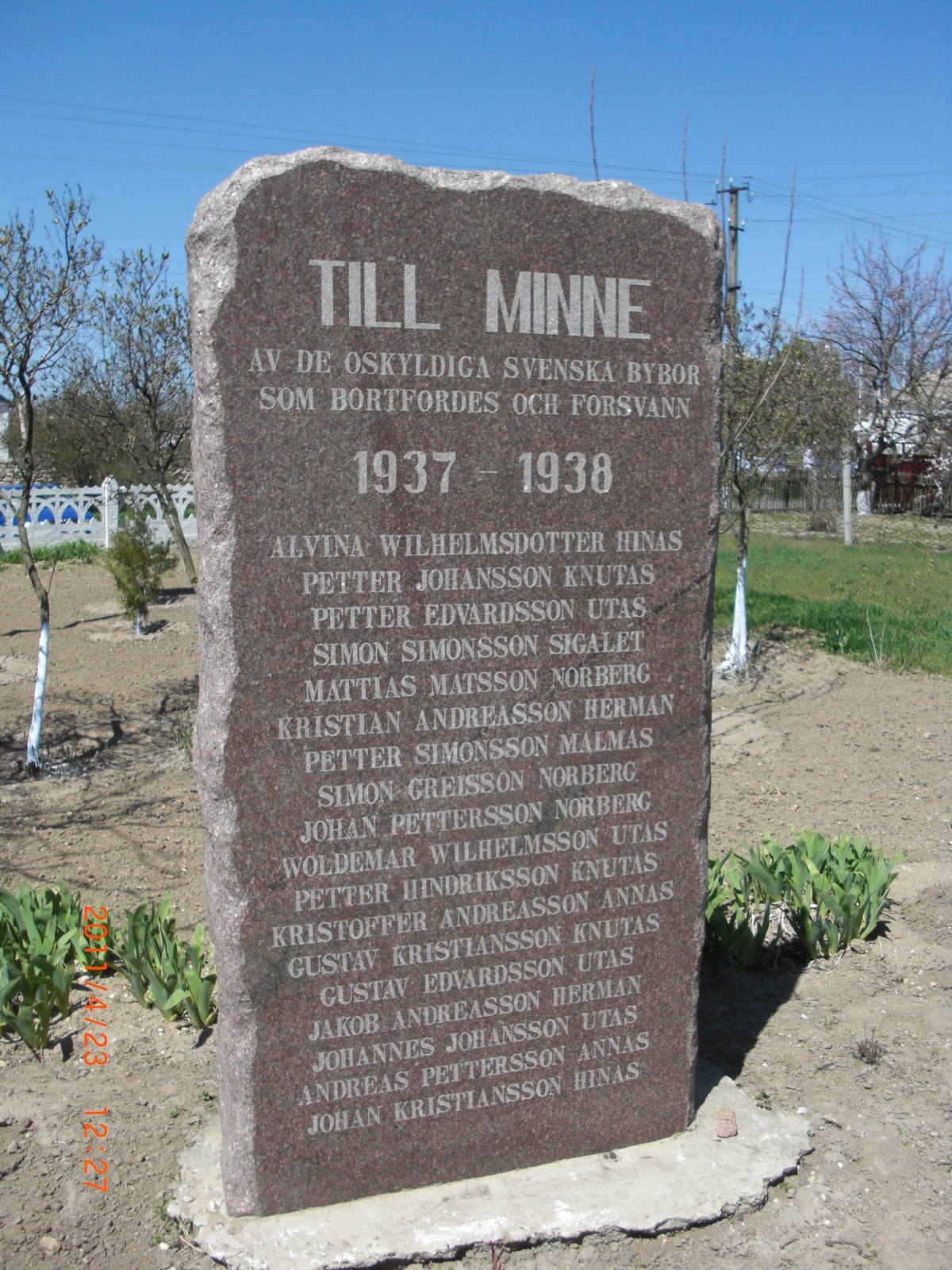
Gedenkstätte der Opfer von 1937/38

Nach dem Abzug der deutschen Truppen Anfang September 1918 und dem Bürgerkrieg erreichte die Sowjetisierung des Lebens und der Kultur auch den Dnepr.
Während des Kampfes gegen die „Ausbeuter“ (Kulaken), die bäuerliche Oberschicht, wurden in Gammalsvenskby mehr als 40 Landwirte als Kulaken eingestuft und entrechtet. Als „Lischenzy“ (Menschen ohne Rechte) hatten sie kein Wahlrecht und bekamen individuelle Steuern mit erhöhten Sätzen auferlegt, was ihre selbständige Existenz ruinierte. Hatte ein Bürger seine Steuern bezahlt, bekam er sofort eine 3- bis 5-mal höhere Steuer auferlegt.

Ein Dekret von 1923 bestimmte, dass das Land neu ausgemessen werden sollte. Jeder wohlhabende Landwirt (Kulak) hatte, bis auf wenige Ausnahmen, einen Besitz von 60 Desjatinen (1 Desjatine ≈ 1,1 ha). In der Südukraine war der neue Standard allerdings weniger als eine Desjatine pro Familienmitglied.

Durch diese Umplanung erhielten 55 Familien die Erlaubnis, 18 km nordwestlich von Gammalsvenskby die Tochterkolonie Nysvenskby (Neuschwedendorf) zu gründen.

Eine zweite Tochterkolonie Svenskåker (Schwedischer Acker) zwischen Gammalsvenskby und Nysvenskby wurde nie richtig bewohnt. Die Siedler verweilten dort während der Ernte, wohnten dann aber überwiegend in Gammalsvenskby.
Zur Sowjetisierung gehörte auch die Umbenennung der Orte, insbesondere wenn die alten Namen mit dem vorherigen Regime in Verbindung gebracht werden konnten. So wurde Altschwedendorf 1926 offiziell in Gammalsvenskby, 1931 in Röd Svenskby (Rotes Schwedendorf) und ab 1934 in Staroshvedskoe umbenannt.

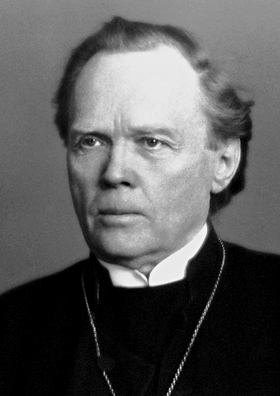
Nathan Söderblom, 1930

Als die Dorfbewohner von den Behörden immer mehr unter Druck gesetzt wurden, stützten sie sich auf das „Gesetz über das Recht zur Selbstbestimmung der nationalen Minderheiten in der UdSSR“ und forderten die Sowjetunion verlassen zu können, um sich in Schweden, der Heimat ihrer Ahnen, niederlassen zu können. Dort wurde ihr Anliegen von einer schwedisch-patriotisch gesinnten Bewegung und von Erzbischof Nathan Söderblom unterstützt.

Am 22. Juli 1929 wurden die schwedischstämmigen Dorfbewohner, die die Ausreisegenehmigung erhalten hatten, mit zwei Dampfern flussabwärts nach Cherson gebracht, wo das schwedische Rote Kreuz zur Überfahrt nach Constanța in Rumänien das türkische Frachtschiff Firuzan gechartet hatte.
Von dort ging es weiter mit dem Zug über Sinaia, Brașov, Lőkösháza, Budapest, Wien, Passau und Stralsund nach Sassnitz, wo sie mit der Fähre Deutschland nach Schweden übersetzten. Am 1. August 1929 betraten 885 Personen schwedischen Boden. Der Wunsch, sich gemeinsam in einem eigenen Dorf niederlassen zu können, musste bald mit großer Enttäuschung aufgegeben werden.
19 Familien mit insgesamt 94 Personen entschlossen 1930 nach Kanada auszuwandern, wo bereits einige Emigranten aus Gammalsvenskby siedelten. Elf Familien zogen nach Meadows, 40 km westlich von Winnipeg in Manitoba, und die anderen nach Van Horn außerhalb von Winnipeg. Der Anfang in Kanada war nicht einfach, so dass sechs Familien 1935/36 weiter nach Schweden reisten.
Die Mehrheit der Dorfbewohner, die in Schweden blieben, wurden 1930 auf der Insel Gotland angesiedelt, die anderen in den historischen Provinzen Västergötland und Småland. Rund 250 kehrten nach Gammalsvenskby zurück, wo sie zusammen mit Mitgliedern der schwedischen Kommunistischen Partei die kleine Kolchose Sjvedkompartija gründeten.

### Stalinistischer Terror und Zweiter Weltkrieg
Nachdem das Dorf 1932/33 ebenfalls von der schweren Hungersnot im Zuge der Zwangskollektivierung betroffen war, bei der auch in diesem Dorf viele das Leben verloren, wollten einige wieder nach Schweden ausreisen. So wurde eine Liste mit auswanderungswilligen Dorfbewohnern aufgestellt. Dies führte dazu, dass etwa 20 Menschen von der Geheimpolizei GPU verhaftet wurden. In der Folge verloren weitere Dorfbewohner im Zuge des stalinistischen Terrors ihr Leben.
Als das Dorf im August 1941 von den Deutschen erobert wurde, wurden diese als Befreier begrüßt. Mit deren Rückzug 1943 wurden die Schweden zusammen mit den deutschen Bewohnern ausgesiedelt. Die meisten kamen nach Krotoschin im Warthegau, wo sie letztendlich doch unter sowjetische Besatzung kamen. Etwa 150 der Dorfbewohner wurden verhaftet und in Gulags gebracht. Sie durften erst 1947 nach Gammalsvenskby zurückkehren. Anderen gelang es, direkt nach Gammalsvenskby zurückzukehren.

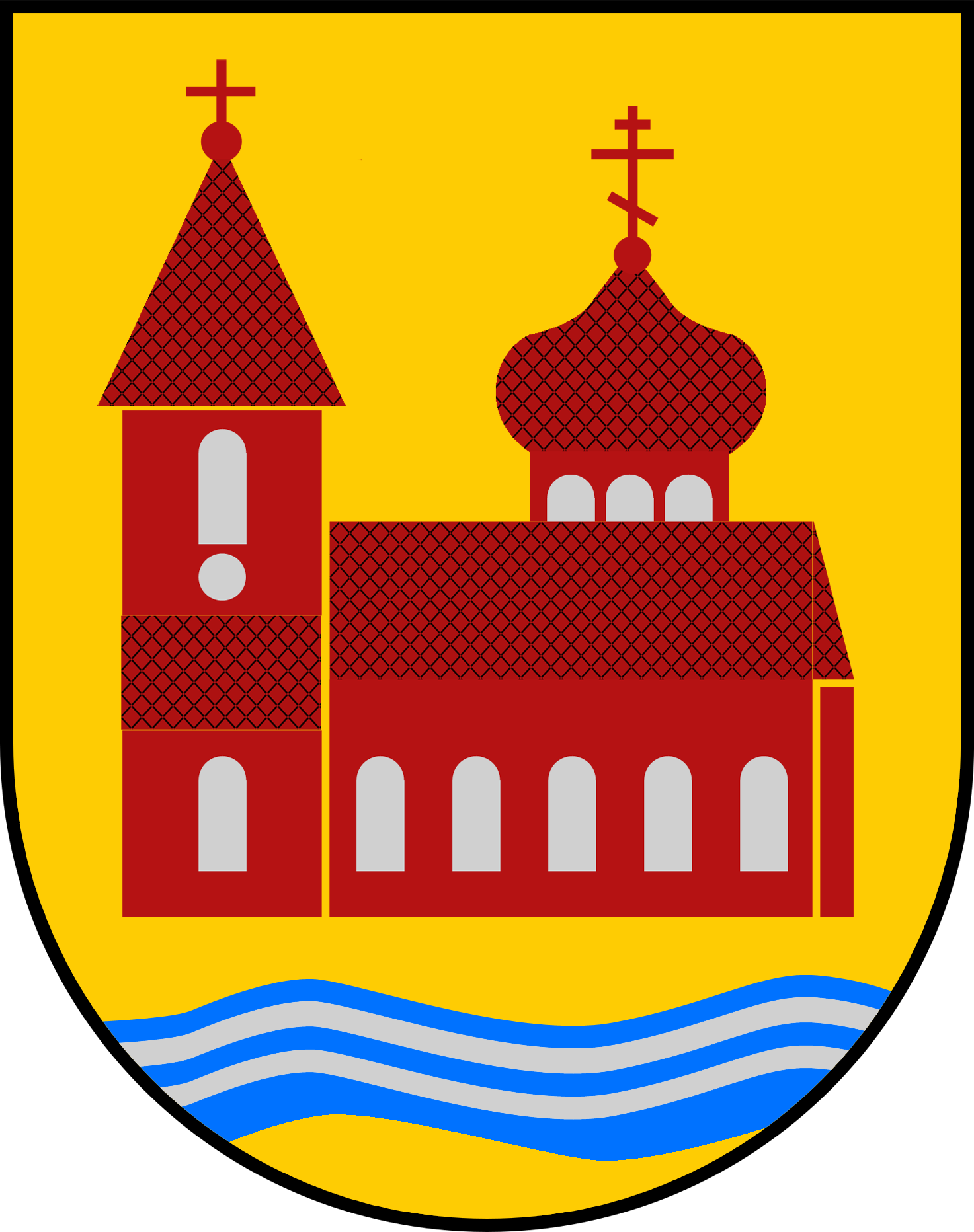
Das inoffizielle Wappen von Gammalsvenskby, erstellt von Christopher-Joseph-Ravnopolski Dean

### Gegenwart
Mit der Auflösung der Sowjetunion sind die Kontakte zwischen den Dorfbewohnern und Schweden wiederbelebt. So erhielten die Dorfbewohner u. a. Unterstützung von der schwedischen Kirche. Heute hat das Dorf etwa 150–200 Einwohner schwedischer Abstammung, allerdings sprechen nur noch wenige den alten schwedischen Dialekt fließend. Zeitweise unterrichtete eine schwedische Lehrerin in der Schule schwedische Sprache. Daneben wurden auch einige Forschungsarbeiten in der Gemeinde durchgeführt.
Russische Invasion in der Ukraine
Während der russischen Invasion in der Ukraine wurde Gammalswenskby von russischen Truppen besetzt, die später ein Denkmal für die ukrainische Unabhängigkeit im Dorf zerstörten. Während der Annexionsreferenden 2022 in der russisch besetzten Ukraine schalteten die russischen Besatzer das Internet und den Mobilfunk im Dorf ab, und die Bevölkerung von Gammalswenskby weigerte sich, an der Abstimmung teilzunehmen. Berichten zufolge schlossen sich Menschen in ihren Häusern ein und weigerten sich, ihre Türen zu öffnen, obwohl es einigen gelang, mit Nein zu stimmen.
Während der Cherson-Gegenoffensive 2022 befand sich das Dorf etwa 10 bis 15 Kilometer südöstlich der Frontlinien, und es wurde berichtet, dass die Bevölkerung auf eine Befreiung durch ukrainische Streitkräfte hoffte. Das Dorf wurde am 11. November 2022 von der ukrainischen Armee befreit, nachdem sich die russischen Truppen auf das linke (östliche) Ufer des Dnjepr zurückgezogen hatten.
Nach der Befreiung durch ukrainische Streitkräfte griff Russland das Dorf weiterhin an. Bei einem Bombenangriff wurde die örtliche Schule zerstört, wobei ein Schulangestellter getötet und einer verletzt wurde. Das Dorf war zudem Ziel mehrerer russischer Angriffe mit weißem Phosphor, um der örtlichen Zivilbevölkerung gezielt größtmögliche Zerstörung zuzufügen. Diese Angriffe wurden als direkte Terrorbombardements gegen Zivilisten bezeichnet, da das Dorf militärisch nicht von besonderer Bedeutung ist. Diese Bombardements werden wegen möglicher Kriegsverbrechen untersucht. Russische Drohnen griffen auch einzelne Zivilisten auf der Straße sowie Fahrzeuge humanitärer Hilfsgüter an. Aufgrund der ständigen Bombenangriffe und des Strom- und Wassermangels sind viele Einwohner in benachbarte Dörfer geflohen. Aufgrund der Nähe von Gammalsvenskby zum Kachowka-Staudamm stellte dessen Zerstörung eine weitere Bedrohung für die Wasserversorgung des Dorfes dar.
Am 11. November 2023, genau ein Jahr nach der Befreiung von Gammalsvenskby, wurde berichtet, dass 80 bis 90 % des Dorfes zerstört worden waren und nur etwa 200 Menschen übrig geblieben waren, die meisten davon ältere oder kranke Menschen. Im Juni und Juli 2024 zerstörten russische Drohnen zwei Kirchen in Gammalsvenskby, eine davon war die örtliche schwedische Kirche. Im Dezember 2024 wurde berichtet, dass russische Drohnen als Blätter getarnte Antipersonenminen rund um das Dorf legten.

## Söhne und Töchter des Ortes
- Kristoffer Thomasson Hoas (1877–1941), Küsterlehrer von 1896 bis 1922 und Pastor von 1922 bis 1929, organisierte die Rückführung der Einwohner von Gammalsvenskby